# Baderich
Baderich, Baderic, Balderich lub Boderic (ur. ok. 480, zm. ok. 529) – syn Bisinusa króla Turyngii i Basiny. Razem z braćmi Hermanfridem i Berthacharem odziedziczył po ojcu Bisinusie tron Turyngii. Po tym jak Hermanfrid pokonał Berthara w bitwie, poprosił króla Teuderyka I z Metz o pomoc w pokonaniu Badericha w zamian za połowę królestwa. Teuderyk I zgodził się. W 529 Baderich został pokonany i zabity, a Hermanfrid został samodzielnym królem.